# Nokia N71
O Nokia N71 é um smartphone multimédia 3G em forma de barra fabricado pela Nokia que corre o sistema operativo SymbianOS 9.1 e suporta aplicações Series 60 pois vem incorporado com o Series 60 Terceira Edição. Possui uma câmara de 2 MP (1600 x 1200 pixéis), flash integrado, uma câmera na parte da frente para permitir videoconferências em tempo real, Rádio FM, Bluetooth, funções de leitor de música digital (lê os formatos MP3, AAC, AAC+, eAAC, eAAC+, WMA, M4A, AMR-NB, AMR-WB, MIDI, RealAudio Voice, RealAudio7 e RealAudio8) e suporte para jogos Java em 3D. Vem incorporado de origem com o Nokia Mini Map Browser.

## Especificações
- Formato - barra
- Sistema Operativo – SymbianOS 9.1 e Series 60 Terceira Edição
- Frequências GSM – 900/1800/1900 MHz (Triband)
- GPRS – Sim
- EDGE (EGPRS) – Sim
- WCDMA – Sim (2100 MHz)
- Ecrã Principal – TFT de 2,4 polegadas, 262 144 cores e 320X240 pixéis de resolução
- Ecrã Secundário – TFT de 1,36 polegadas, 65 536 cores e 96X68 pixéis de resolução
- Câmara – Principal: 2 MP (1600 x 1200 pixéis), 20X Zoom Digital e Flash; Secundária: 0.3 MP (640 x 480 pixéis) e 2X Zoom Digital
- Formatos de Imagens – JPEG, JPEG2000, EXIF 2.2, GIF 87/89, PNG, BMP (W-BMP) e MBM
- Gravação de Vídeo – Sim
- Navegação – Sim, o telemóvel vem equipado com um Browser completo de WAP 2.0 XHTML/HTML
- MMS – Sim
- Chamadas de Vídeo – Sim
- PPF (Premir Para Falar) – Sim
- Suporta Java – Sim, MIDP 2.0
- Memória – 10 MB
- Slot para Cartões de Memória – Sim, miniSD com a possibilidade de trocar de cartão com o telemóvel ligado (no pacote de vendas vem incluído um de 2 GB)
- Bluetooth – Sim, versão 1.2
- Infravermelhos – Sim
- Wi-Fi – Sim
- Suporta Cabo de Transferência de Dados – Sim
- E-mail – Sim
- Leitor de Música – Sim, com suporte para ficheiros MP3, AAC, AAC+, eAAC, eAAC+, WMA, M4A, AMR-NB, AMR-WB, MIDI, RealAudio Voice, RealAudio7 e RealAudio8
- Rádio – Sim, estéreo
- Reprodutor de Vídeo – Sim
- Toques Polifónicos – Sim, 64 incluídos
- Toques MP3 - Sim
- Microfone de Alta Frequência – Sim
- Modo Desligado – Sim
- Bateria – Iões de Lítio BL-5C (970 mAh)
- Autonomia em Conversação – 240 minutos
- Autonomia em Standby – 216 horas
- Peso – 139 gramas
- Dimensões – 98,6mmX51,2mmX25,8mm
- Disponibilidade – Março de 2006

## Software Incorporado
No pacote de vendas do Nokia N71 vem incluída a Suite de Produtividade QuickOffice, o Nokia Mini Map Browser, o Nokia Lifeblog e um leitor de Adobe PDF.

## Divulgação
A Nokia promoveu a câmara digital de 2 MP do Nokia N71 como uma câmara que produz fotografias e vídeos de alta qualidade. Destacou também a funcionalidade de reprodução de música, que com a possibilidade de expansão de memória do telefone através dos cartões de memória miniSD até 2 GB poderá ser melhor aproveitada, e a funcionalidade de Rádio FM.

## Ver Também
- Nokia